# Personanz (Musik)
Personanz (von lateinisch per ‚hindurch‘ und lateinisch sonare ‚klingen‘) entstand als Begriff der musikwissenschaftlichen Analyse im Zuge der Entstehung der sogenannten Neuen Musik des 20. Jahrhunderts und bezeichnet den Sonanzcharakter eines Mehrklanges (Zwei-, Drei-, Vier-, Fünfklang) als Begriff zwischen Konsonanz und Dissonanz.

## Begriffsgeschichte
Der Begriff Personanz entstand in den 1950er-Jahren. Der Universitätsprofessor und Komponist Wilhelm Keller legte ihn 1959 auf dem „Kieler Kongress“ des in Darmstadt ansässigen Instituts für Neue Musik und Musikerziehung (INMM) dar. Der Sender Freies Berlin strahlte die Referate dieses Kongresses 1960 aus. Sie erschienen ebenso als Kongressbericht in der Reihe Stilkriterien der Neuen Musik.

## Bestimmung und Stilmerkmale
Die moderne Tonalität ist primär personant (hinduchtönend) orientiert. Wie die elementare-, modale- und kadenzierende Tonalität als unterschiedliche Prägung der tonalen Verwandtschaften auf der Grundlage der Terz-, Quint- und Oktav-Verhältnisse in Erscheinung tritt, ist die moderne Tonalität vom funktionalen Dreiklang unabhängig und kadenzfrei darstellbar. Sie ist ein auf Schwerpunkte und zentrale Tonfelder hingeordnetes Kräftespiel verwandtschaftlicher Tonelemente. In diesem Zusammenhang erschien die Einführung des Begriffs «Personanz», zwischen Konsonanz und Dissonanz relevant und geboten. Unter diesem Begriff wird ein Sonanzcharakter (Maß an Rauigkeit einerseits und Verschmelzung anderseits) verstanden, der einerseits Tonverwandtschaften zweiten Grades ergibt, die nicht-mehr-konsonanten Klänge. Andererseits tönen durch sie die Elementarbezüge durch ihre Maske hindurch (personare). Sie kennzeichnen so die Gestalt eines spannungshaltigen, aber dennoch klaren Mehrklangs bzw. Sukzessivfeldes.
Der Begriff Personanz bezeichnet alle nichtkonsonanten Mehrklänge, die nur „reine“, „große“ sowie „kleine“ Intervalle, jedoch nicht „verminderte“ oder „übermäßige“ Intervalle enthalten. Nach Keller sind diatonische Sekunden und Septimen personant, weil bei c-d die Doppelquinte (c-g-d) beziehungsweise bei C-h der Quint-Terz-Klang c-g/e-h „durchtöne“.
Als Stilmerkmal bewussten Komponierens treten personante Strukturen erstmals nach Arnold Schönberg auf und zwar zunächst bei Igor Strawinsky und sukzessive bei Béla Bartók, Sergei Sergejewitsch Prokofjew und weiteren Komponisten dieser Generation. Zum ausgeprägten Personalstil werden sie dann bei Vertretern wie Joseph Suder, Carl Orff, Paul Hindemith, Johann Nepomuk David und Harald Genzmer. Personanzklänge unterscheiden sich wesentlich von der atonalen Struktur der Schönberg-Schule und sind weder ein Negativbegriff der Konsonanz noch Funktionsdissonanz.